# Antonio Corrionero de Babilafuente
Antonio Corrionero de Babilafuente (falecido a 13 de maio de 1570) foi um prelado católico romano que serviu como o quinto bispo de Almeria (1557–1570).

## Biografia
No dia 10 de dezembro de 1557, foi escolhido pelo rei da Espanha e confirmado pelo Papa Paulo IV como bispo de Almeria e consagrado bispo em 1558. Serviu como Bispo de Almería até à sua morte a 13 de maio de 1570.